# Šibelji
Šibelji este o localitate din comuna Komen, Slovenia, cu o populație de 11 locuitori.